# Binyavanga Wainaina
Kenneth Binyavanga Wainaina (Nakuru, 18 gennaio 1971 – Nairobi, 21 maggio 2019) è stato uno scrittore e giornalista keniota, vincitore del premio Caine per la scrittura africana.

## Biografia
Nel gennaio 2014, per rispondere ad un'ondata di leggi anti-gay approvate in Africa, Wainaina annunciò pubblicamente di essere gay, scrivendo per la prima volta un breve racconto che descriveva un "capitolo perduto" del suo memoriale del 2011, intitolato "I am a homosexual, mum", una lettera aperta alla madre deceduta in cui esprimeva le difficoltà e il dolore di essere una persona omosessuale non dichiarata.
Nel mese di aprile 2014, la rivista Time lo incluse  nella classifica annuale Time 100 come una delle persone più influenti al mondo.
Il 2 maggio 2018 annunciò di aver richiesto al proprio compagno nigeriano di sposarlo in Sudafrica.
Wainaima è morto nel maggio 2019, per un ictus. Era sieropositivo da alcuni anni.
Federico Rampini lo racconta nel suo libro La speranza africana. La terra del futuro concupita, incompresa, sorprendente.

## Pubblicazioni
- "Discovering Home" (short story, G21Net, 2001)
- "An Affair to Dismember" (short story)
- "Beyond the River Yei: Life in the Land Where Sleeping is a Disease" (photographic essay, Kwani Trust), con Sven Torfinn
- "How To Write About Africa" (articolo, satire, Granta 92 2005)
- "In Gikuyu, for Gikuyu, of Gikuyu" (articolo, satire, Granta 103, 2008)
- One Day I Will Write About This Place: A Memoir (autobiografia, Graywolf Press, 2011)
- "Viewpoint: Binyavanga on why Africa's international image is unfair", BBC News Africa, 24 aprile 2012.
- "How to Write About Africa II: The Revenge", Bidoun, No. 21 Bazaar II.